# Samsung Galaxy J1 (2016)
Il Samsung Galaxy J1 (2016) è uno smartphone Android di fascia bassa prodotto da Samsung, facente parte della serie Galaxy J.
Nella versione dual SIM è noto come J1 (2016) Duos, nella versione AT&T Galaxy Express 3, nella versione Cricket Galaxy Amp 2.

## Caratteristiche tecniche

### Hardware
Il Galaxy J1 (2016) è uno smartphone con form factor di tipo slate, misura 132.6 x 69.3 x 8.9 millimetri e pesa 131 grammi.
Il dispositivo è dotato di connettività GSM, HSPA, LTE, di Wi-Fi 802.11 b/g/n con supporto a Wi-Fi Direct ed hotspot, di Bluetooth 4.1 con A2DP ed LE, di GPS con A-GPS e GLONASS e di radio FM RDS. Ha una porta microUSB 2.0 ed un ingresso per jack audio da 3.5 mm.
Il Galaxy J1 (2016) è dotato di schermo touchscreen capacitivo da 4.5 pollici di diagonale, di tipo S-AMOLED con aspect ratio 5:3 e risoluzione 480 x 800 pixel (densità di 207 pixel per pollice). La scocca è in plastica. La batteria agli ioni di litio da 2050 mAh è removibile dall'utente.
Il chipset è uno Spreadtrum SC9830, con CPU quad-core formata da 4 Cortex-A7 a 1.3 GHZ e GPU Mali-400. La memoria interna è di 8 GB, mentre la RAM è di 1 GB.
La fotocamera posteriore ha un sensore da 5 megapixel, dotato di autofocus e flash LED, in grado di registrare al massimo video HD a 30 fotogrammi al secondo, mentre la fotocamera anteriore è da 2 megapixel.

### Software
Il sistema operativo è Android, in versione 5.1.1 Lollipop, non aggiornabile ad alcuna versione successiva in maniera ufficiale. Solo il modello canadese è stato immesso sul mercato direttamente con la versione 6.0.1 Marshmallow di Android, ma anche in questo caso non è aggiornabile a versioni successive.
Ha l'interfaccia utente TouchWiz.